# Lomatium bradshawii
Lomatium bradshawii ist eine Pflanzenart aus der Gattung Lomatium innerhalb der Familie der Doldenblütler (Apiaceae). Diese gefährdete Art kommt in den nordwestlichen der USA nur im nordwestlichen Oregon und im südwestlichen Washington vor und wird dort englisch Bradshaw's desert parsley genannt.

## Beschreibung

### Vegetative Merkmale
Lomatium bradshawii ist eine ausdauernde krautige Pflanze, die Wuchshöhen von meist 20 bis 40, selten bis zu 65 Zentimetern erreicht. Sie bildet eine schlanke und lange Pfahlwurzel aus, die ihr das Überleben in trockenen Lebensräumen ermöglicht. Der gesamte Caudex befindet sich 2 bis 5 Zentimeter unter der Erdoberfläche, was der Pflanze ein stängelloses Aussehen verleiht.
An ausgewachsenen Exemplaren wachsen zwei bis sechs Laubblätter. Das Laubblatt ist 10 bis 30 Zentimeter lang und dreigeteilt. Die Blättchen sind bei einer Länge von 3 bis 10 Millimetern und einer Breite etwa 1 Millimetern linealisch oder fadenförmig.

### Generative Merkmale
Die Blütezeit reicht von Ende April bis Anfang Mai, gelegentlich bis Anfang Juni. Im doppeldoldigen Blütenstand stehen die 5 bis 14 Einzeldolden an unterschiedlich langen Stielen. Die Hüllblätter sind breit und drei- oder zweiteilig.
Die hellgelben Blüten sind klein. Die Kronblätter während der Anthese 2 bis 5 Millimeter lang.
Die sind trockene, kahle Doppelachäne ist bei einer Länge von 8 bis 13 Millimetern sowie einer Breite von 5 bis 7 Millimetern groß sind länglich. Sie haben kork-verstärkte „Flügel“, die höchstens halb so lang wie die gesamte Frucht sind. Die in der Gattung Lomatium verbreiteten dorsalen Rippen sind unauffällig. Die Früchte reifen von Mitte Mai bis Anfang Juli und werden in reifem Zustand abgeworfen.

## Vorkommen und Schutz
Lomatium bradshawii kommt nur in Oregon vor. Sie war vor Ausdehnung der landwirtschaftlichen Nutzung und dem damit einhergehenden Schutz vor Landschaftsbränden, was krautigen Pflanzen und Sträuchern die Ausbreitung ermöglichte, im Willamette Valley häufig. Die meisten der bekannten Populationen von Lomatium bradshawii finden sich innerhalb von 10 mi (16 km) von Eugene (Oregon). Im Willamette Valley gibt es Populationen in den Countys Lane, Benton, Linn und Marion. In Washington wächst Lomatium bradshawii am Puget Sound. Die größte Population von Lomatium bradshawii findet sich in Camas Meadows (Washington); es wurden 10.790.000 ± 2.010.000 Exemplare gezählt. Der Berry Botanic Garden in Portland (Oregon) bewahrt Lomatium bradshawii in seiner Saatgutbibliothek auf.
Lomatium bradshawii wächst in tieferen Lagen entlang von Fließgewässern oder in regelmäßig überschwemmten Prärien. Zu den mit Lomatium bradshawii vergesellschafteten Arten gehören Deschampsia cespitosa, Juncus tenuis, Carex arcta, Carex unilateralis, Rosa pisocarpa und Fraxinus latifolia.
Lomatium bradshawii wurde bis 1979 nach einem Wiederfund durch eine Absolventin der University of Oregon als ausgestorben angesehen.

## Taxonomie
Die Erstbeschreibung erfolgte 1934 unter dem Namen Leptotaenia bradshawii durch Rose in Mildred Esther Mathias: Leaflets of Western Botany, 1, 10, Seite 101–102. Die Neukombination zu Lomatium bradshawii wurde 1942 durch Mildred Esther Mathias und Lincoln Constance: New Combinations and New Names in the Umbelliferae-II. in  Bulletin of the Torrey Botanical Club, Volume 69, Issue 3, Seite 246 veröffentlicht.